# Pterocarpus dubius
Espèce
Pterocarpus dubius est une espèce de plantes à fleurs dicotylédones de la famille des Fabaceae, sous-famille des Faboideae, originaire d'Amérique du Sud.

## Systématique
Le nom scientifique complet (avec auteur) de ce taxon est Pterocarpus dubius (Kunth) Spreng..
L'espèce a été initialement classée dans le genre Ecastaphyllum sous le basionyme Ecastaphyllum dubium Kunth.
Pterocarpus dubius a pour synonymes :
- Ecastaphyllum dubium Kunth
- Etaballia dubia (Kunth) Rudd
- Etaballia guianensis Benth.
- Hecastophyllum dubium Kunth